# Eduardo Rubio Funes
Eduardo Rubio Funes (f. 1939) fue un militar español.

## Biografía
Oriundo de El Puerto de Santa María, a temprana edad ingresó en el ejército y llegó a participar en la guerra de Marruecos, donde resultó herido. Durante la Segunda República prestó servicio en el Cuerpo de Seguridad y Asalto en Alicante. En julio de 1936, al estallido de Guerra civil, Rubio era el jefe de la Guardia de Asalto en Alicante. Hombre leal a la República, su papel fue crucial en el fracaso de la sublevación militar en la capital alicantina. Ya iniciada la contienda desempeñó labores contra elementos «facciosos» y de la quinta columna. Con posterioridad combatió en el frente de Guadalajara, donde llegaría a mandar la 71.ª Brigada Mixta.
Al final de la contienda fue capturado por los franquistas. Fue juzgado y condenado a muerte, siendo fusilado el 17 de mayo de 1939 en Alicante.